# ZERO1 Ireland Heavyweight Championship
Lo ZERO1 Ireland Heavyweight Championship, nato come NWA Ireland Heavyweight Championship è stato un titolo di wrestling promosso dalla Pro Wrestling ZERO1 Ireland, nata come NWA Ireland, affiliata irlandese della National Wrestling Alliance.
Il titolo fu attivo dal 2004 al 2012, quando fu disattivato con la chiusura della federazione.

## Albo d'oro
| Legenda  |                                                                               |
| -------- | ----------------------------------------------------------------------------- |
| #        | Indica il numero del regno titolato                                           |
| Regno    | Viene indicato il numero del regno del campione                               |
| Data     | La data in cui il titolo è stato vinto                                        |
| Località | Indica il luogo in cui il titolo è stato vinto                                |
| Note     | Indica notizie particolari riguardanti i cambi di titolo o altre informazioni |

| # | Campione         | Regno | Data              | Giorni | Località         | Evento     | Note | Fonti |
| - | ---------------- | ----- | ----------------- | ------ | ---------------- | ---------- | --- | ----- |
| 1 | Adam Abz         | 1     | 26 settembre 2004 | 54     | Bray, Irlanda    | House show | In uno spareggio per decretare il campione inaugurale del NWA Ireland Heavyweight Championship contro Paddy Morrow. |       |
| 2 | Paddy Morrow     | 1     | 19 novembre 2004  | 373    | Finglas, Irlanda | House show | Durante questo regno Morrow detenne anche il NWA United Kingdom Heavyweight Championship. |       |
| 3 | Adam Abz         | 2     | 27 novembre 2005  | 119    | Bray, Irlanda    | House show | |       |
| 4 | Sean Brennan     | 1     | 26 marzo 2006     | 371    | Bray, Irlanda    | House show | |       |
| 5 | Phil Boyd        | 1     | 1 aprile 2007     | 495    | Bray, Irlanda    | House show | |       |
| 6 | Paul Tracey      | 1     | 8 agosto 2008     | 1570   | Bray, Irlanda    | House show | Nel 2008 la federazione terminò l'affiliazione con la National Wrestling Alliance per unirsi alla Pro Wrestling ZERO1, cambiando nome in Pro Wrestling ZERO1 Ireland. Il titolo continuò ad essere promosso con la dicitura NWA, pur non essendo più riconosciuto dalla NWA stessa. |       |
| 7 | Robbie Morrissey | 1     | 25 novembre 2012  | --     | Bray, Irlanda    | House show | Durante questo regno il titolo cambiò nome in ZERO1 Ireland Heavyweight Championship. |       |
| — | Disattivato      | —     | 2012              | —      | —                | —          | Il titolo fu disattivato con la chiusura della federazione. |       |